# Amitriptilina
L'amitriptilina è un farmaco antidepressivo della famiglia degli antidepressivi triciclici. A basso dosaggio può essere usata nella prevenzione di alcune forme di cefalea, quali la cefalea tensiva e l'emicrania, nonché nel trattamento curativo dei disturbi d'ansia, dell'insonnia e dei disturbi somatoformi. Di recente questo farmaco è stato impiegato off-label, a basso dosaggio, per il trattamento del dolore nella cistite interstiziale, nella vulvodinia, nell'intrappolamento del nervo pudendo (PNE) e nella sindrome del piriforme.

## Indicazioni

### Usi approvati
L'amitriptilina è stata approvata negli Stati Uniti per il trattamento della depressione maggiore, ma anche della melanconia involutiva (chiamata anche "depressione della senescenza") che attualmente non viene più vista come una malattia autonoma.
Le dosi tipiche che, sotto controllo medico, vengono somministrate vanno da 25 a 150 mg giornalieri, cominciando nei primi giorni con la metà della dose nei pazienti anziani oppure adolescenti. Negli Stati Uniti ai bambini con età tra 7 a 10 viene data una dose di 10 a 20 mg; ai bambini più grandi vengono dati da 25 a 50 mg dopo la cena. Dovrebbe essere scalato lentamente alla fine del ciclo di terapia, che non dovrebbe superare i tre mesi.
L'amitriptilina viene usata nella spondilite anchilosante per la terapia del dolore e in alcuni paesi dell'Europa è stato approvato ufficialmente come terapie con emicrania cronica, (alla dose abituale di 10 – 50 mg). Viene anche somministrata come protettore ai pazienti affetti da discinesia biliare ricorrente (la disfunzione dello sfintere di Oddi), abitualmente 10 mg al giorno.

#### Enuresi notturna
L'amitriptilina può essere usata nel trattamento dell'enuresi notturna, sebbene più raramente della desmopressina e nonostante manifesti una maggior efficacia rispetto a questa.

### Utilizzi off label
L'amitriptilina è stata prescritta per altre condizioni come l'insonnia, il disturbo da stress post traumatico (PTSD), l'emicrania, la cefalea da astinenza di anti-cefalgici, il dolore cronico, il tinnito, la tosse cronica, la nevralgia post-erpetica (un dolore persistente che segue un attacco di herpes zoster), la sindrome del tunnel carpale (CTS), la fibromialgia, la vulvodinia, la cistite interstiziale, la prostatite, la sindrome del colon irritabile (IBS), la neuropatia periferica diabetica, il dolore neurologico, la neuropatia sensitiva laringea, e parestesie correlate alla sclerosi multipla e a basse dosi come profilassi per pazienti con emicrania croniche. Tipicamente per la modificazione della percezione del dolore sono necessari da 10 a 50 mg giornalieri.
L'amitriptilina in basse dosi è spesso prescritta per aiutare i sintomi della sindrome da fatica cronica. Si pensa che possa primariamente combattere i sintomi dell'insonnia, in aggiunta ad alcuni sintomi dell'affezione. Inoltre l'amitriptilina viene spesso usata per alleviare il dolore provocato dal virus Herpes Zoster, somministrandolo la notte.
Uno studio clinico randomizzato controllato pubblicato nel giugno del 2005 scoprì che l'amitriptilina era efficace nella dispepsia funzionale che non risponde alle terapie di prima linea, come la famotidina o il mosapride.

## Farmacologia
L'amitriptilina agisce principalmente come un inibitore del reuptake della serotonina e della norepinefrina, con forti effetti sul trasportatore della serotonina, ed effetti moderati sul trasportatore della norepinefrina. Ha un effetto trascurabile sul trasportatore della dopamina e dunque non agisce sul "reuptake" della dopamina, dal momento che è circa 1.000 volte più debole sul reuptake della dopamina rispetto a quello della serotonina.
Inoltre l'amitriptilina funziona come un antagonista per i recettori recettore 5-HT2A, 5-HT2C, 5-HT6, 5-HT7, recettore adrenergico-α1, H1, e recettore mACh, e come agonista del recettore σ1. È stato visto che si tratta di un modulatore allosterico negativo per il recettore per il NMDA, nello stesso sito di legame della fenciclidina. L'amitriptillina blocca i canali del sodio, i canali del calcio tipo L, i canali del potassio controllati dal voltaggio Kv1.1, il Kv7.2, e Kv7.3, e dunque agisce come un bloccante dei canali del sodio, del calcio, e del potassio.
Recentemente, è stato dimostrato che l'amitriptilina agisce come un agonista dei recettori TrkA e TrkB. Promuove la eterodimerizzazione di queste proteine in assenza del NGF e ha una potente attività neurotrofica sia in vivo che in vitro nei modelli murini.

## Effetti collaterali
- Aumento ponderale[24]
- Insonnia
- Effetti anticolinergici frequenti dell'utilizzo dell'amitriptilina sono principalmente causati dalla sua attività anticolinergica, che includono: sovrappeso, bocca secca, cambiamenti nell'appetito, sonnolenza, rigidità muscolare, nausea, stitichezza, irritabilità, confusione, visione offuscata, ritenzione urinaria e cambiamenti nella funzione sessuale.
- Effetti anticolinergici rari includono: epilessia, tinnito, ipotensione, mania, psicosi, paralisi nel sonno, ipnagogia, ipnopompia, blocco atrio-ventricolare, aritmia cardiaca, ulcere del labbro e della bocca, sintomi extrapiramidali, depressione clinica, dolore puntorio, formicolii oppure ottundimento nei piedi o mani, lieve ittero degli occhi o pelle (danno epatico), minzione difficile o addirittura dolorosa, confusione, produzione anormale di latte nella donna, ginecomastia sia nel sesso femminile che maschile, febbre con aumento della sudorazione.[25]
- Epilessia: se associata a preparazioni contenenti tramadolo, sembra che in qualche caso i due farmaci si potenzino abbassando di molto la soglia epilettica.[26][27]

## Rischio di suicidio
Il National Institutes of Health americano ha emanato una nota in cui si avverte del rischio di pensieri suicidari o di atti di suicidio in bambini, adolescenti e giovani adulti che assumono Amitriptilina in varie posologie e confezionamenti.